# Culver (Indiana)
Culver é uma cidade  localizada no estado americano de Indiana, no Condado de Marshall.

## Demografia
Segundo o censo americano de 2000, a sua população era de 1539 habitantes.
Em 2006, foi estimada uma população de 1523, um decréscimo de 16 (-1.0%).

## Geografia
De acordo com o United States Census Bureau tem uma área de
2,0 km², dos quais 2,0 km² cobertos por terra e 0,0 km² cobertos por água. Culver localiza-se a aproximadamente 233 m acima do nível do mar.

## Localidades na vizinhança
O diagrama seguinte representa as localidades num raio de 20 km ao redor de Culver.